# Route magistrale 16 (Serbie)
Pour les articles homonymes, voir M16 et Route 16.
La route magistrale 16 (en serbe : Државни пут ІВ реда број 16, Državni put IB reda broj 16 ; Магистрала број 16, Magistrala broj 16) est une route nationale de Serbie courte de 7,6 km qui relie entre elles la frontière serbo-croate jusqu’au village de Bezdan.
Cette route nationale traverse seulement la province autonome serbe de Voïvodine.
Cette route nationale fait également partie de la route européenne 662 sur toute la longueur.
À ce jour, elle ne comporte aucune section autoroutière (Voie Rapide en 2 x 2 voies).

## Description du tracé

### Route magistrale 16 deBezdan(Poste-frontière) àBezdan(village)
| Route Magistrale 16 - E 662 Bezdan (Poste-frontière) - Bezdan (village) |               |            |                                          |       |
|                                                                         | Dénominations | Connexions | Destinations                             | BK    |
| Bezdan                                                                  | Croatie       | E662       | Route nationale croate 212 (vers Zagreb) | 0     |
| panneau bifurcations                                                    | Bezdan        | E662       | Sombor, Bački Breg                       | 7,590 |

## Route Européenne
La Route Magistrale 16 est aussi :
| Numéro | Tracé                 |
| ------ | --------------------- |
| E662   | Sur toute la longueur |